# Patch It Up
Patch It Up – piosenka napisana przez Eddiego Rabbitta i Rory’ego Bourke’a, którą Elvis Presley nagrał 8 czerwca 1970 w Nashville. Razem z utworem You Don’t Have to Say You Love Me została wydana w USA jako singiel, 6 października 1970 r.
Jedna z wersji tej piosenki została zarejestrowana w hotelu International w Las Vegas 12 sierpnia 1970 r. i wykorzystana w filmie dokumentalnym Elvis: Tak to jest. Znalazła się też na albumie pod tym samym tytułem, wydanym w grudniu 1970 r.